# Einzelhandelskonzept
Ein Einzelhandelskonzept ist im Bereich des Städtebaus und der Raumordnung ein Plankonzept, in dem Planer festlegen, nach welchen Gesichtspunkten Einzelhandel in einem Raum geplant oder angesiedelt werden soll. Ist der Raum, auf den sich ein solches Plankonzept bezieht eine Kommune (Gemeinde), wird von einem kommunalen Einzelhandelskonzept gesprochen. Bezieht sich das Plankonzept auf eine Region (Gebiet von mehreren Kommunen), wird der Plan als regionales Einzelhandelskonzept bezeichnet. Zudem handelt es sich häufig um sogenannte „Einzelhandels- und Zentrenkonzepte“, da im Zuge der Ausarbeitung auch sogenannte „Zentrale Versorgungsbereiche“ ausgewiesen werden können.
Der Begriff des „Zentrums“ bezieht sich dabei jedoch nicht ausschließlich auf die Lage innerhalb einer Stadt oder Gemeinde beispielsweise als Stadtzentrum, sondern meint darüber hinaus auch eine „zentrale Funktion“ eines Areals. Demzufolge muss ein „Zentraler Versorgungsbereich“ nicht zwangsläufig innerhalb des Stadt- oder Gemeindezentrums vorliegen. Stattdessen können aufgrund der wesentlichen Bedeutung auch mehrere Areale eine zentrale Funktion innehaben und somit als „zentrale Versorgungsbereiche“ identifiziert werden.
Ein Einzelhandelskonzept sollte durch den zuständigen Rat als städtebauliches Entwicklungskonzept gemäß § 1 Abs. 6 Nr. 11 Baugesetzbuch beschlossen werden, um eine gewisse Verbindlichkeit zu erreichen. Obgleich es als informelles Instrument der Planung keine direkte verbindliche Wirkung hat, so dient es doch immer häufiger (und wird auch regelmäßig durch zuständige Genehmigungsbehörden gefordert) als Genehmigungsgrundlage für Einzelhandelsentwicklungen.
Wesentliche Inhalte sind die Erfassung der vorliegenden Versorgungssituation innerhalb der zu untersuchenden Stadt oder Gemeinde, die Ermittlung vorliegender sowie potenzieller Einzelhandelsschwerpunkte und darauf aufbauend die Ausweisung der zentralen Versorgungsbereiche als zukünftige Entwicklungsareale. Darüber hinaus ist es üblich den Versorgungsbereichen ortsspezifische Sortimentslisten zuzuweisen, welche die zukünftige Zulässigkeit der angebotenen Sortimente innerhalb der jeweiligen Bereiche definiert.
Die Festlegung dieser Sortimente sollte dabei ortsspezifisch sein, um den lokalen Anforderungen gerecht zu werden sowie dafür Sorge zu tragen, dass sich potenzielle Neuansiedlungen in diesen Bereichen sinnvoll in den Bestand einfügen.
Aufgrund der Unverbindlichkeit der lediglich Planungs- und Entwicklungsabsichten formulierenden Konzepte ist es sinnvoll, im Anschluss der Konzepterstellung die wesentlichen Aussagen über die verbindliche Bauleitplanung (z. B. die Übernahme der Sortimentslisten in Bebauungspläne, sofern diese ein Areal innerhalb eines zentralen Versorgungsbereiches mit zugehöriger Sortimentsliste betreffen) planungsrechtlich zu verankern.
Gemäß § 2 Abs. 2 BauGB sind die "Bauleitpläne benachbarter Gemeinden […] aufeinander abzustimmen. Dabei können sich Gemeinden
auch auf die ihnen durch Ziele der Raumordnung zugewiesenen Funktionen sowie auf Auswirkungen auf ihre zentralen Versorgungsbereiche berufen." Somit kann die Ausweisung zentraler Versorgungsbereiche auch eine Schutzwirkung beinhalten. Dies wird auch durch § 9 Abs. 2a BauGB bestätigt. Dieser ermöglicht es auch Bebauungspläne lediglich zur Verankerung der zentralen Versorgungsbereiche aufzustellen, welche zuvor im Rahmen eines Einzelhandels- und Zentrenkonzeptes festgelegt wurden.
"2a) Für im Zusammenhang bebaute Ortsteile (§ 34) kann zur Erhaltung oder Entwicklung zentraler Versorgungsbereiche, auch im Interesse einer verbrauchernahen Versorgung der Bevölkerung und der Innenentwicklung der Gemeinden, in einem Bebauungsplan festgesetzt werden, dass nur bestimmte Arten der nach § 34 Abs. 1 und 2 zulässigen baulichen Nutzungen zulässig oder nicht zulässig sind oder nur ausnahmsweise zugelassen werden können; die Festsetzungen können für Teile des räumlichen Geltungsbereichs des Bebauungsplans unterschiedlich getroffen werden. Dabei ist insbesondere ein hierauf bezogenes städtebauliches Entwicklungskonzept im Sinne des § 1 Abs. 6 Nr. 11 zu berücksichtigen, das Aussagen über die zu erhaltenden oder zu entwickelnden zentralen Versorgungsbereiche der Gemeinde oder
eines Gemeindeteils enthält. In den zu erhaltenden oder zu entwickelnden zentralen Versorgungsbereichen sollen die planungsrechtlichen Voraussetzungen für Vorhaben, die diesen Versorgungsbereichen dienen, nach § 30 oder § 34 vorhanden oder durch einen Bebauungsplan, dessen Aufstellung förmlich eingeleitet ist, vorgesehen sein."